# Pyrrhocoris apterus
El Pyrrhocoris apterus, comúnmente conocido como zapatero o chinche de las malvas, es un insecto de la familia de los pirrocóridos, fácilmente reconocible por su distintiva coloración roja y negra. Este insecto es ampliamente utilizado en laboratorios para estudios sobre las hormonas de los insectos debido a su accesibilidad y características biológicas particulares.
El Pyrrhocoris apterus tiene una distribución amplia a lo largo del Paleártico, que abarca desde la costa atlántica de Europa hasta el noroeste de China. Además, ha sido identificado en regiones como India, América Central y Estados Unidos, y recientemente se ha documentado su expansión en las islas británicas. En la naturaleza, estos insectos son comúnmente observados en grandes agregaciones, especialmente en sus etapas inmaduras, formando grupos de decenas a cientos de individuos.
Su dieta se basa principalmente en las semillas de plantas de la familia Malvaceae, como el malvavisco y el hibisco. Sin embargo, en ausencia de estas plantas, pueden alimentarse de cultivos como la coliflor y el repollo. A pesar de su capacidad para volar, el zapatero no pica a los humanos, lo que lo distingue de otras especies de insectos.

Aunque su coloración es similar a la de otras especies, como Spilostethus pandurus y Scantius aegyptius, el Pyrrhocoris apterus se diferencia por su menor tamaño y por las características únicas de su patrón dorsal, como la ausencia de una franja transversal negra, presente en Spilostethus pandurus.

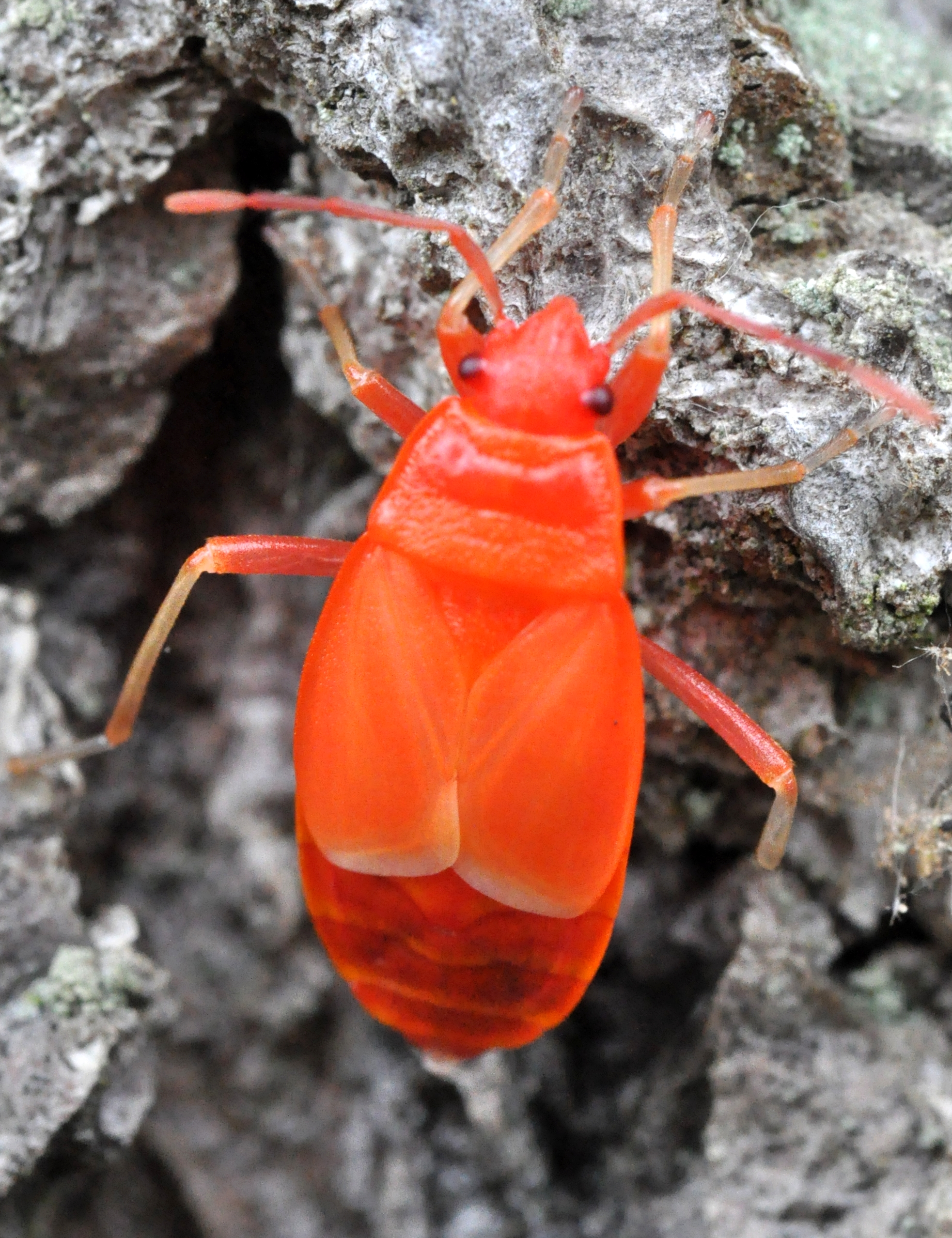
Ninfa de Pyrrhocoris apterus.

## Desarrollo
El desarrollo del Pyrrhocoris apterus sigue un ciclo de vida que abarca varias etapas importantes: la embriogénesis, el crecimiento larval y la metamorfosis. Cada una de estas fases es fundamental para la maduración y la reproducción de este insecto.

### Embriogénesis
Los huevos del P. apterus son ovoides, de color blanco a blanco sucio cuando son recién puestos. Durante el desarrollo embrionario, el color del huevo cambia progresivamente a amarillo-rojizo. Este cambio de coloración es un indicativo del avance en la embriogénesis, que usualmente dura entre 10 y 14 días a temperaturas de 18-20 °C. Sin embargo, en condiciones de laboratorio, el desarrollo embrionario puede completarse en unos 7.5 días a 25 °C.
Durante la embriogénesis, se producen una serie de etapas bien definidas, incluyendo la formación del blastodermo, la invaginación de la banda germinal, la segmentación del embrión, y finalmente, la eclosión. Algunos factores, como las mutaciones genéticas, pueden afectar la viabilidad del embrión, resultando en deformaciones y mortalidad embrionaria.

### Crecimiento larval y metamorfosis
El ciclo de vida del P. apterus incluye cinco estadios larvales antes de que el insecto alcance su forma adulta. En condiciones de laboratorio, estos estadios larvales toman entre 10 y 14 días para completarse, con el último estadio durando de 7 a 10 días. El desarrollo larval es fuertemente influenciado por la temperatura ambiental; por ejemplo, a temperaturas por debajo de 15 °C, el desarrollo larval se detiene debido a la cesación de la actividad alimentaria.
La metamorfosis es un proceso crítico que ocurre cuando las glándulas corpora allata dejan de secretar la hormona juvenil (JH). Esto generalmente sucede al final del cuarto estadio larval, lo que permite la transición hacia el estado adulto. La diferenciación de las alas y los segmentos abdominales durante la metamorfosis es un proceso complejo, con la aparición de patrones de coloración característicos que varían en función de factores genéticos y ambientales.
Algunas variaciones en el proceso de desarrollo pueden incluir la aparición de individuos que sufren una metamorfosis precoz, omitiendo los últimos estadios larvales. Estos individuos presentan características adultas incompletas y a menudo muestran patrones de coloración y morfología intermedios, conocidos como adultiformes prothetélidos.

### Diferenciación de alas y segmentos abdominales
La diferenciación de las alas en P. apterus es un proceso que incluye la desaparición de melaninas en ciertas áreas de las alas larvales, lo que permite la aparición de pigmentos rojos epidérmicos en las alas adultas. La coloración y el patrón de las alas pueden variar considerablemente entre individuos, dependiendo de factores genéticos y ambientales. Por ejemplo, la exposición prolongada al frío puede causar una mayor melanización en las alas.
Además, se ha observado que los tratamientos con compuestos análogos a la hormona juvenil pueden inducir cambios significativos en la longitud y el patrón de coloración de las alas, lo que sugiere una fuerte influencia hormonal en la morfogénesis de estas estructuras.

## Reproducción
El Pyrrhocoris apterus presenta un sistema reproductivo complejo que ha sido ampliamente estudiado debido a su valor como modelo experimental en biología. A continuación, se describe la estructura y función de los sistemas reproductivos de ambos sexos, así como el comportamiento de apareamiento de esta especie.

### Sistema reproductivo femenino
El aparato reproductor femenino del P. apterus consta de un par de ovarios telotróficos, que son estructuras donde los ovocitos (futuras células sexuales) se desarrollan y maduran. Cada ovario tiene siete ovariolos, que son unidades dentro del ovario donde se produce la formación de los óvulos.
Cuando las hembras emergen como adultas, los ovarios son pequeños y de color blanco. Durante el primer día de vida adulta, los ovocitos comienzan a crecer, en un proceso llamado desarrollo vitelogénico, que es la fase donde se almacenan nutrientes en el ovocito para su maduración.
En los ovariolos, el desarrollo de los ovocitos es sostenido por dos sistemas de nutrientes: las células tróficas, que alimentan a los ovocitos en desarrollo, y el epitelio folicular, un tejido que rodea y protege a los ovocitos. El ciclo reproductivo de la hembra, que se repite cada 2 a 5 días, produce de 50 a 80 ovocitos, independientemente de si la hembra ha sido inseminada. Después de que los óvulos son liberados, los folículos (estructuras que contenían a los óvulos) se contraen y forman un cuerpo lúteo, una estructura temporal que produce hormonas para apoyar la fertilidad.
La hormona juvenil (JH) es crucial para que el epitelio folicular se transforme y pueda nutrir a los ovocitos. Sin esta hormona, las células foliculares permanecen inactivas. Los análogos de la hormona juvenil (JHA), que imitan la acción de la JH, pueden inducir la puesta de huevos, aunque estos huevos suelen ser estériles.

### Sistema reproductivo masculino
El sistema reproductivo masculino incluye dos testículos, cada uno formado por siete túbulos testiculares, que son tubos en los que se producen y desarrollan los espermatozoides, las células sexuales masculinas. Estos espermatozoides se desarrollan en etapas, desde células inmaduras (espermatogonias) hasta espermatozoides maduros.
Durante la espermatogénesis, el proceso de formación de los espermatozoides, se observa un patrón único de distribución de los cromosomas sexuales, que son estructuras que contienen el material genético necesario para la reproducción.

### Comportamiento de apareamiento
El comportamiento de apareamiento en P. apterus es relativamente simple y no incluye un cortejo elaborado. Los machos detectan a las hembras principalmente a través de señales químicas (feromonas) y táctiles. Las hembras producen estas feromonas alrededor del cuarto día de su vida adulta, lo que aumenta su atractivo para los machos y facilita el apareamiento.
La cópula se desarrolla en tres fases:
1. Identificación: El macho localiza a la hembra mediante señales químicas.
2. Estimulación de contacto: El macho estimula a la hembra mediante contacto físico, posicionándose para la cópula.
3. Acoplamiento: Una vez que el macho se acopla a la hembra, la pareja permanece en esta posición durante un tiempo que puede variar de minutos a varias horas.

Las hembras que entran en un estado de diapausa, que es una especie de "hibernación" inducida por el ambiente, no se aparean. Sin embargo, si la diapausa es inducida artificialmente, las hembras aún pueden aparearse con machos activos, aunque su receptividad y atractivo son menores.

### Influencia hormonal en la reproducción
La hormona juvenil (JH) y sus análogos (JHA) juegan un papel crucial en la regulación del desarrollo reproductivo y el comportamiento de apareamiento en P. apterus. Los tratamientos con JHA pueden inducir actividad sexual en individuos que aún no han alcanzado la madurez completa, lo que demuestra que el comportamiento sexual en esta especie puede desarrollarse incluso si los órganos sexuales no están completamente formados.

## Endocrinología
La endocrinología del Pyrrhocoris apterus se centra en el estudio de las glándulas endocrinas y las hormonas que regulan diversos aspectos de su desarrollo, metamorfosis, reproducción y comportamiento. A continuación, se describen los componentes clave del sistema endocrino de esta especie y su funcionamiento.

### Complejo neuroendocrino
El sistema endocrino del P. apterus está controlado por un complejo neuroendocrino que incluye el cerebro y varias glándulas asociadas. En la parte superior de cada hemisferio del cerebro, hay un grupo de células neurosecretoras que producen hormonas esenciales para regular funciones como el balance hídrico, es decir, la cantidad de agua en el cuerpo del insecto.
Entre las glándulas más importantes están las corpora allata (CA) y las corpora cardiaca (CC). Las corpora allata son glándulas que producen la hormona juvenil (JH), crucial para regular el desarrollo y la reproducción. Las corpora cardiaca son glándulas que secretan la hormona de activación, la cual estimula procesos metabólicos como el consumo de oxígeno y la secreción de tejidos glandulares.

### Hormonas y su función
La hormona juvenil (JH) es fundamental en P. apterus para varias funciones, desde el crecimiento larval hasta la reproducción. La producción de JH está regulada por el cerebro y es crucial para que el insecto complete su metamorfosis adecuadamente. Durante los primeros estadios larvales, las corpora allata están activas, pero en el cuarto estadio larval, estas glándulas se inactivan, lo que permite que el insecto se transforme en adulto.
Un aspecto interesante es que, a diferencia de lo que se observa en otros insectos, la JH en P. apterus también puede ser influenciada por la duración del día (fotoperiodo), lo que afecta si el insecto entra o no en diapausa, un estado de inactividad similar a la hibernación.

### Retroalimentación y control hormonal
En P. apterus, el sistema de retroalimentación (mecanismo de regulación por el cual la cantidad de una hormona afecta la producción de otra) es clave para la regulación del desarrollo. Por ejemplo, la hormona juvenil (JH) controla su propia producción mediante un proceso de retroalimentación negativa: cuando los niveles de JH son altos, su producción se reduce para evitar un exceso, y viceversa.
Sin embargo, cuando se aplican análogos de la hormona juvenil (JHA), que imitan la función de la JH, pueden ocurrir efectos negativos, como la interrupción de la metamorfosis o la inactivación de las glándulas corpora allata en el último estadio larval. Estos compuestos son útiles para estudiar cómo las hormonas afectan el desarrollo y la metamorfosis del insecto.

### Hormonas de la glándula protorácica
Otra hormona importante es la hormona de la glándula protorácica (PGH), que regula la muda (el proceso mediante el cual el insecto cambia su exoesqueleto para crecer). La glándula protorácica, que produce esta hormona, es esencial para que el insecto pase de un estadio larval al siguiente. Si esta glándula se elimina, el insecto no puede mudar y finalmente deja de crecer, aunque sigue llevando a cabo otras funciones vitales como la alimentación.

### Hormonas análogas y antagonistas
El descubrimiento de análogos de la hormona juvenil (JHA) fue un avance significativo en el estudio de la endocrinología de P. apterus. Estos análogos, como el "factor de papel", son compuestos que imitan la acción de la JH y se han utilizado para estudiar cómo esta hormona controla el desarrollo y la reproducción. Un hallazgo interesante es que algunos de estos compuestos se encuentran en la madera de ciertos árboles, como el abeto balsámico, y pueden afectar solo a P. apterus, sin impactar a otros insectos.
Por otro lado, también se han identificado compuestos con "actividad anti-JH", como el precoceno, que puede inhibir la función de las corpora allata. Estos compuestos se consideran potencialmente útiles como insecticidas porque pueden detener el desarrollo de insectos plaga al interferir con su regulación hormonal. Sin embargo, en P. apterus, se ha observado que estos compuestos tienen un efecto limitado, lo que sugiere que este insecto tiene mecanismos de resistencia o sensibilidad reducida a estos agentes.

## Comportamiento
El Pyrrhocoris apterus exhibe una serie de comportamientos que han sido estudiados ampliamente. A continuación, se exploran algunos de los comportamientos más destacados de esta especie.

### Bionomía y agregación
Bionomía se refiere al estudio del comportamiento y las relaciones ecológicas de una especie en su entorno natural. En P. apterus, uno de los comportamientos más notables es la agregación, que es la tendencia a formar grandes grupos de individuos. Este comportamiento se observa principalmente en los adultos y las ninfas (etapas juveniles), que se reúnen en grandes cantidades, especialmente durante la primavera y el otoño.
Las razones detrás de esta agregación incluyen la protección contra depredadores, la regulación de la temperatura corporal (termo-regulación) y la facilidad para encontrar pareja durante la temporada de apareamiento. Además, las agregaciones ayudan a mantener la humedad, lo que es crucial para la supervivencia de los individuos en condiciones ambientales adversas.

### Preferencia por plantas hospederas
El P. apterus es fitófago, lo que significa que se alimenta principalmente de plantas. Este insecto muestra una preferencia específica por ciertas plantas hospederas, especialmente aquellas del orden Malvales, como el malvavisco (Althaea) y el hibisco (Hibiscus). Este comportamiento alimenticio es esencial para su supervivencia y reproducción, ya que estas plantas proporcionan los nutrientes necesarios para el desarrollo de las larvas y la producción de huevos en las hembras adultas.
El insecto localiza estas plantas mediante una combinación de señales visuales y químicas. Una vez que encuentra una planta hospedera adecuada, utiliza su aparato bucal especializado para succionar los jugos de las semillas y otras partes de la planta.

### Estrategias de ciclo de vida
El P. apterus ha desarrollado varias estrategias de ciclo de vida que le permiten sobrevivir en diferentes condiciones ambientales. Una de las más importantes es la diapausa, un estado de inactividad que permite al insecto sobrevivir durante periodos de frío extremo o falta de alimento. Durante la diapausa, los procesos metabólicos se ralentizan, lo que reduce la necesidad de energía y aumenta las probabilidades de supervivencia hasta que las condiciones mejoren.
Otra estrategia es el voltinismo, que se refiere al número de generaciones que el insecto puede producir en un año. En climas más cálidos, P. apterus puede tener varias generaciones en un solo año (multivoltino), mientras que en climas más fríos, puede limitarse a una sola generación (univoltino).

### Polimorfismo alar y migración
El polimorfismo alar en P. apterus se refiere a la existencia de diferentes formas de alas dentro de la misma especie. Algunas poblaciones pueden tener individuos con alas largas (macrópteros) que les permiten volar, mientras que otros tienen alas reducidas (braquípteros) y no pueden volar. Este polimorfismo está influenciado tanto por factores genéticos como ambientales y está relacionado con las estrategias de migración y dispersión.
Los individuos con alas largas pueden migrar a nuevas áreas en busca de recursos o mejores condiciones ambientales, lo que es esencial para la expansión y supervivencia de la especie en diferentes hábitats.

## Galería

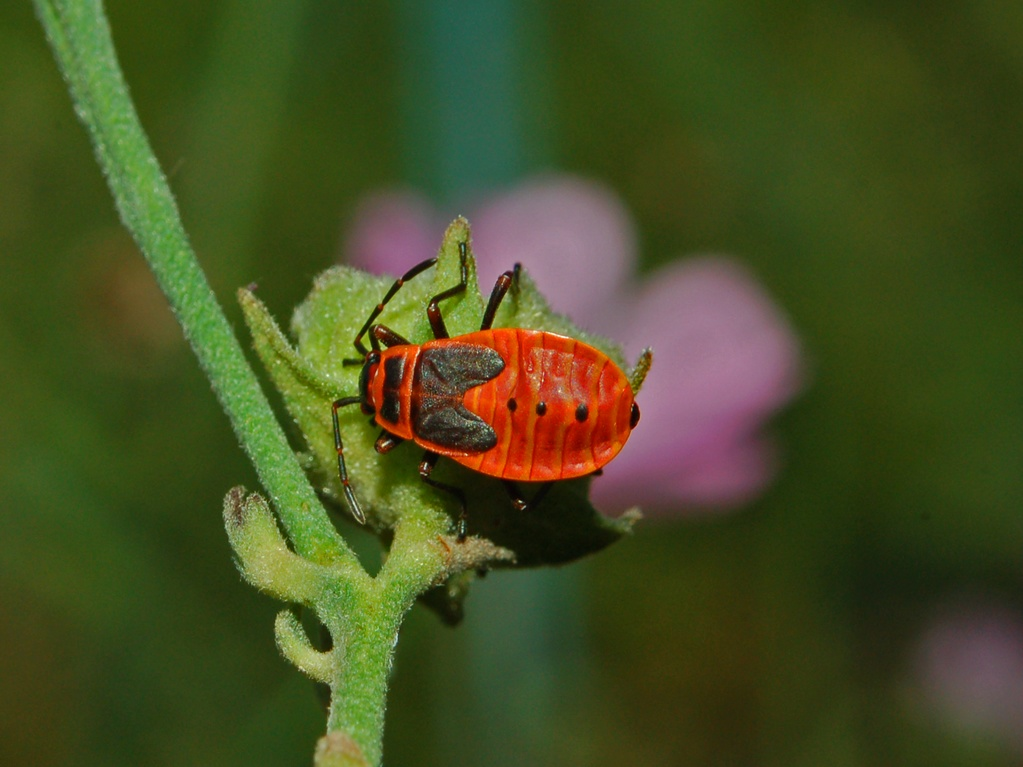
Ninfa.
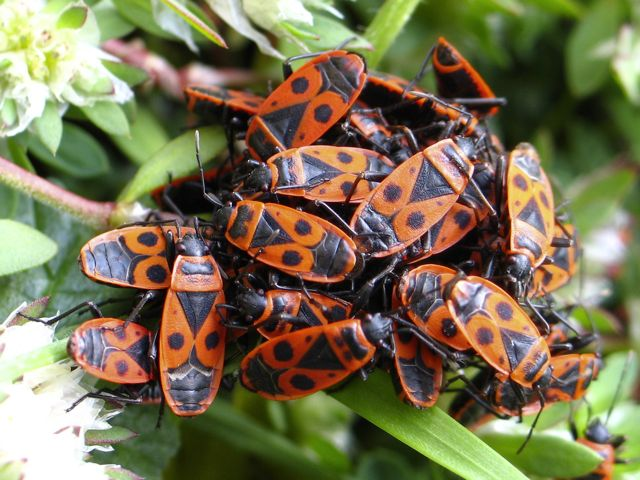
Agregación.
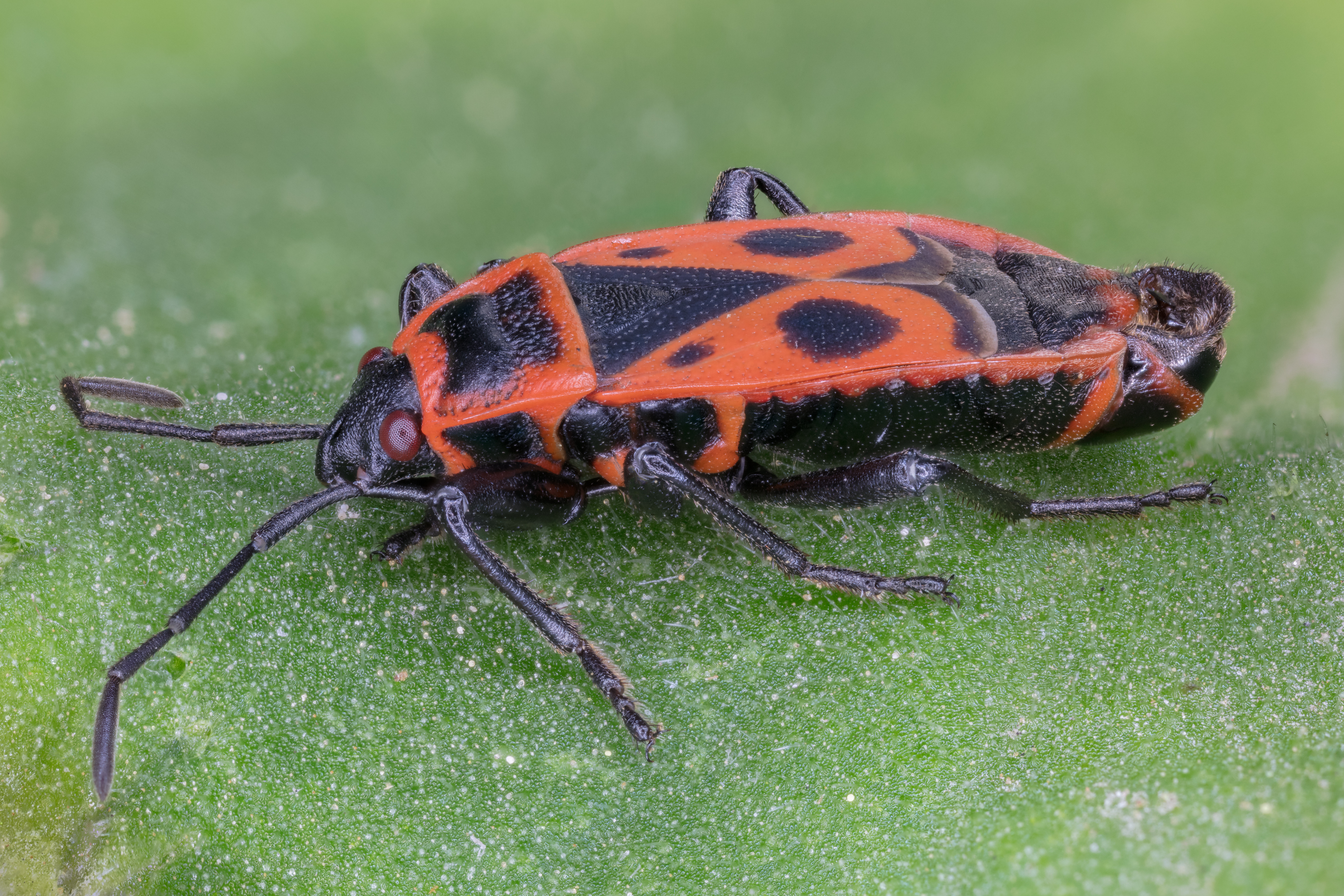
Vista frontal.
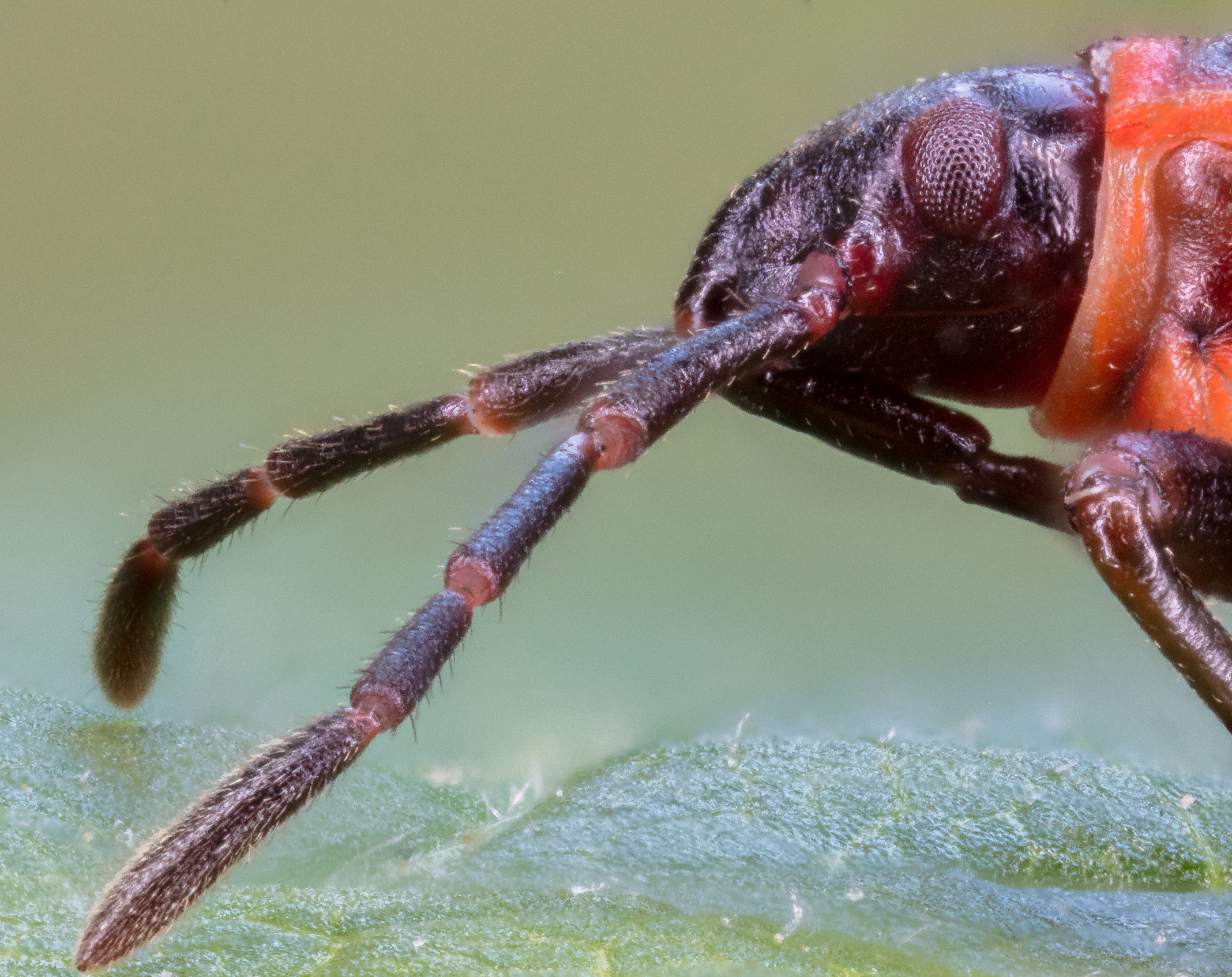
Detalle de la cabeza.
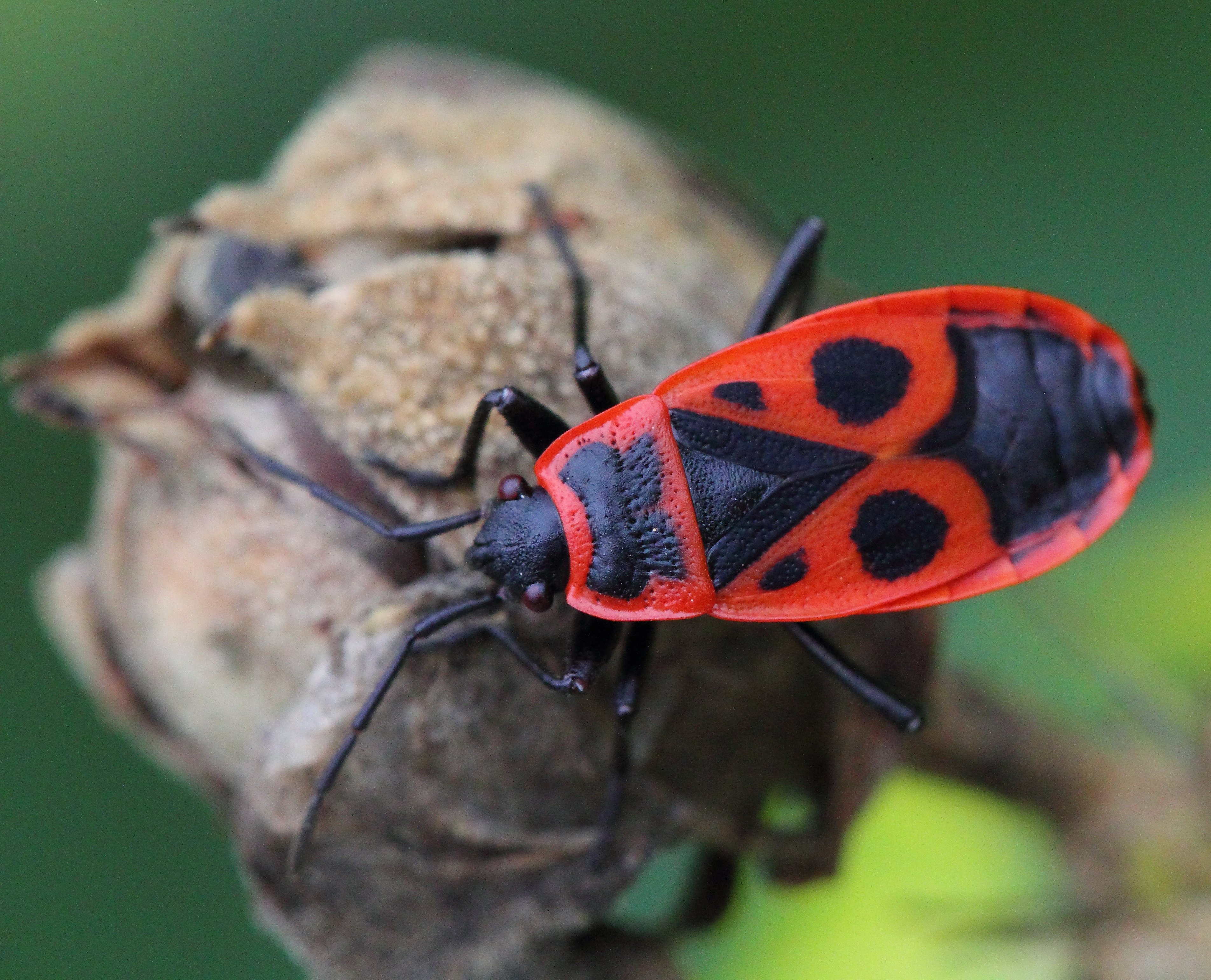
Alimentándose de semillas de Hibiscus syriacus.
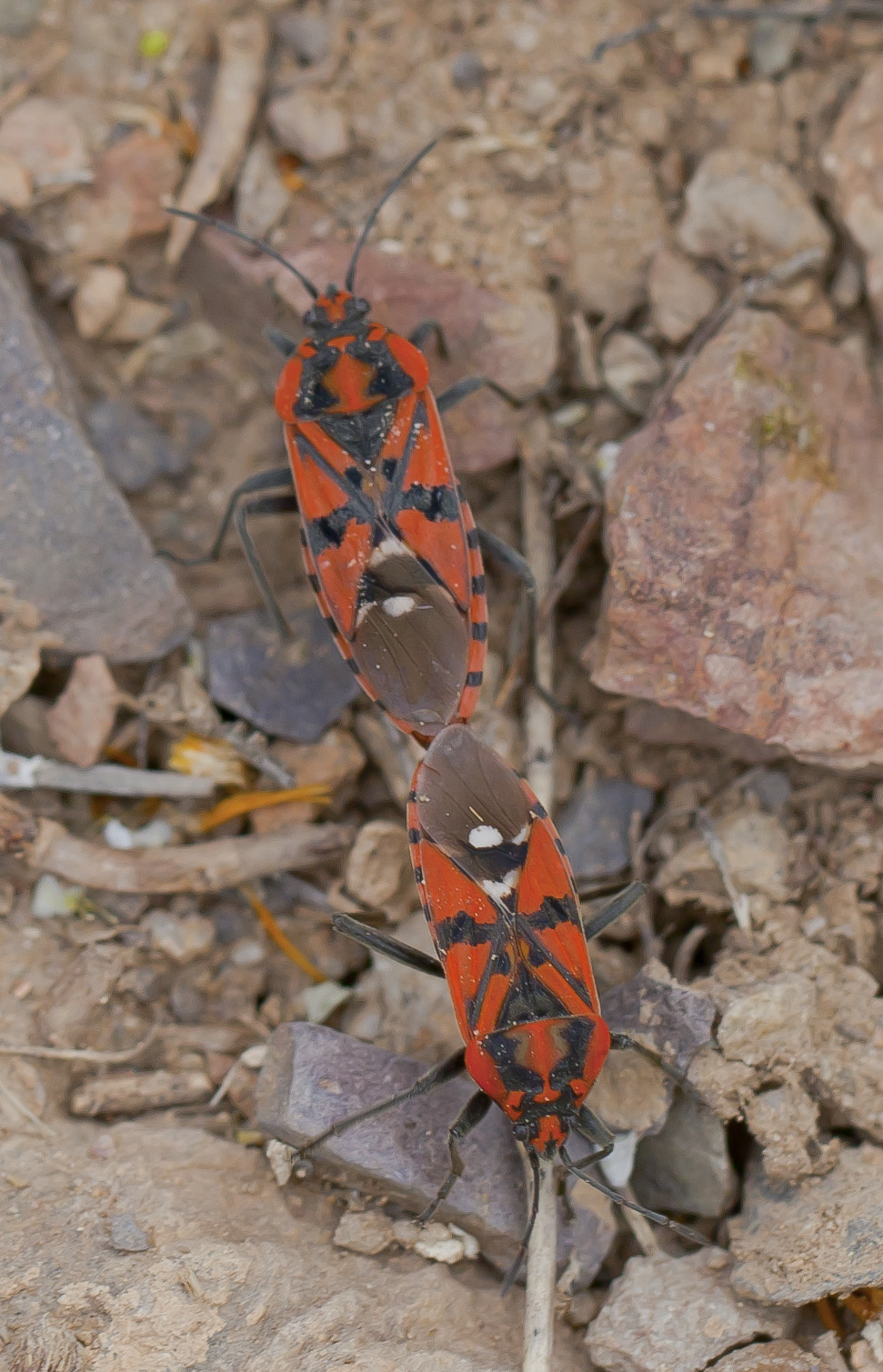
Pareja de Spilostethus pandurus (especie parecida) copulando.
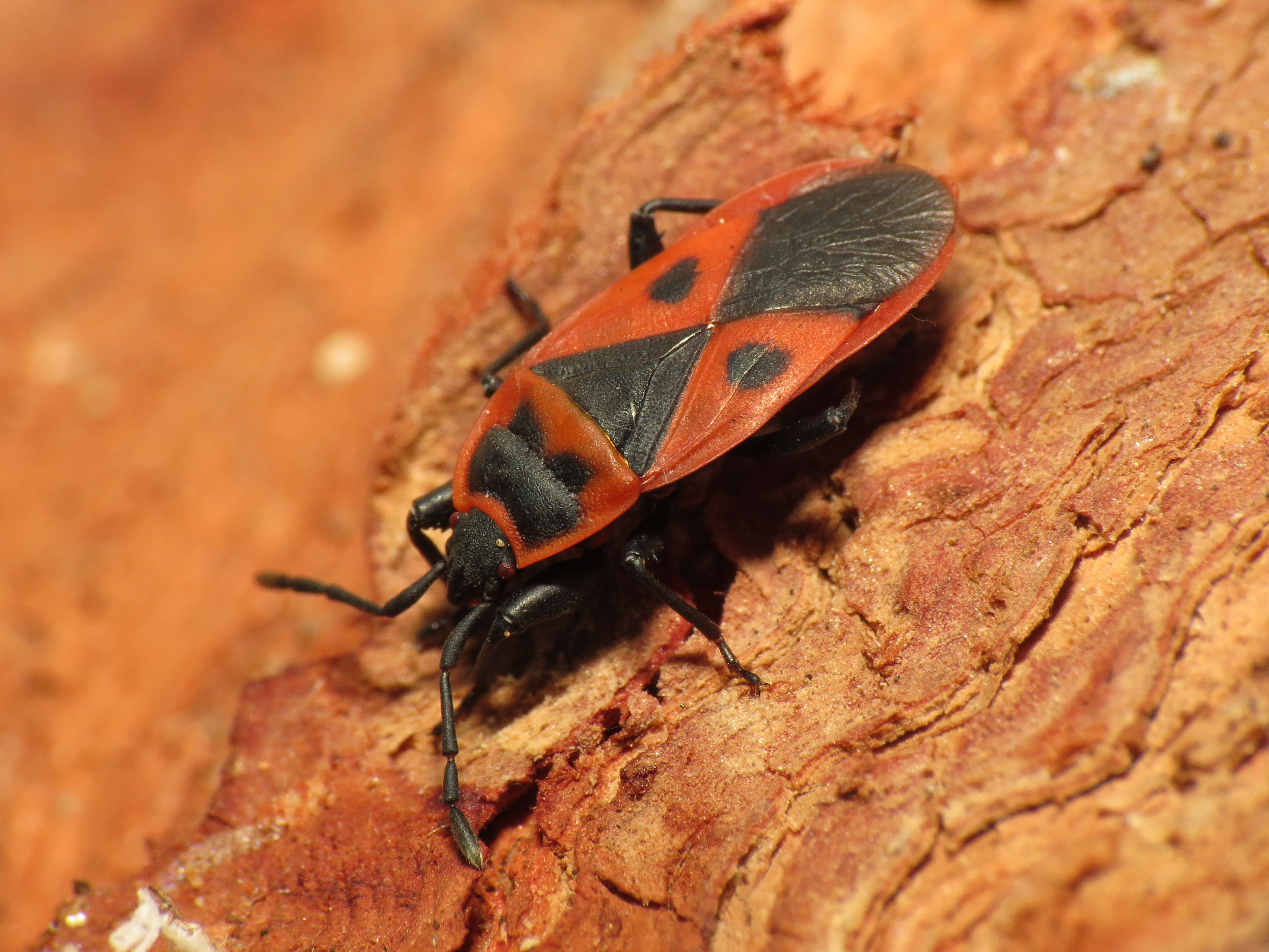
Scantius aegyptius, otra especie que puede confundirse.
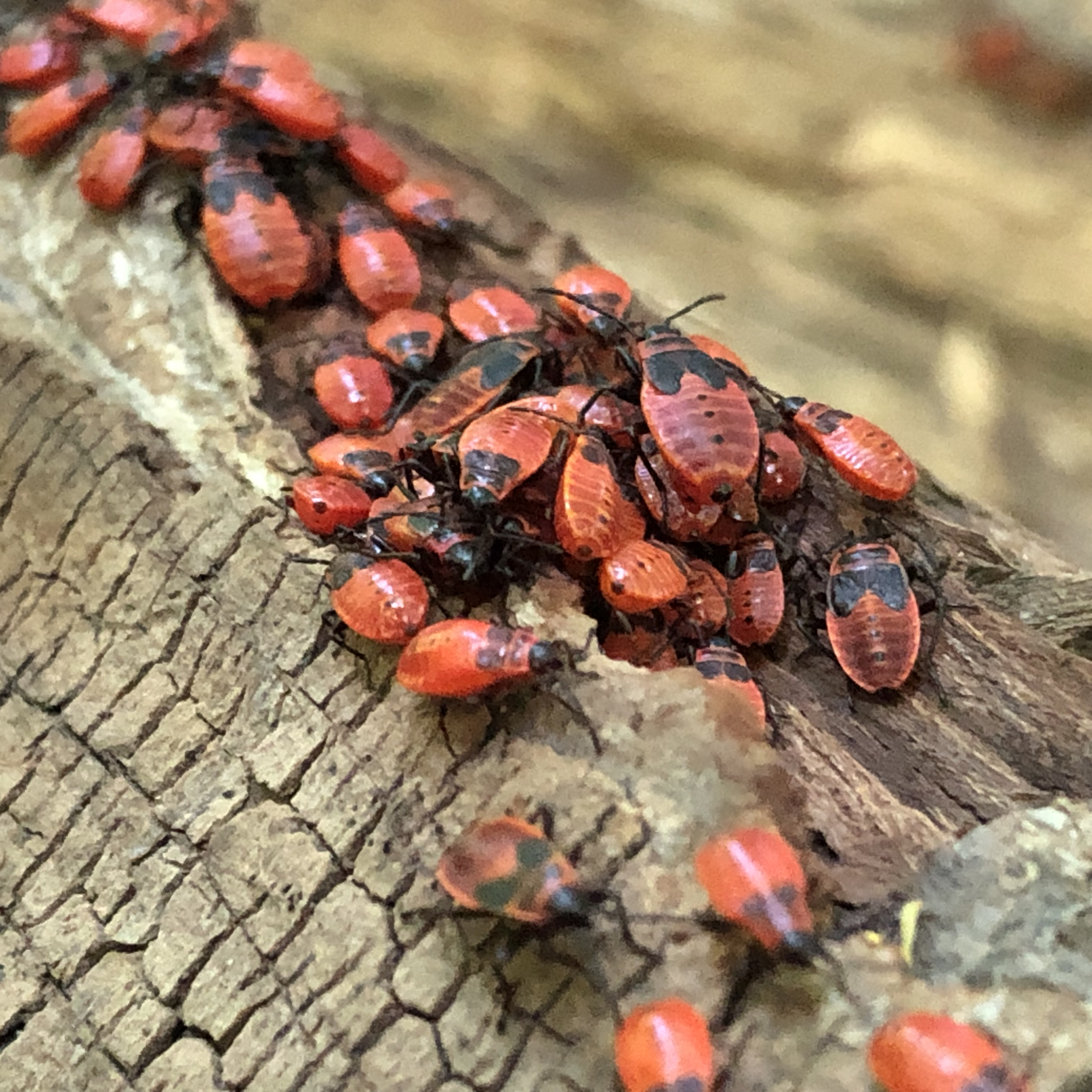
Pyrrhocoris apterus